# Christoph Stoiber
Christoph Stoiber (* 1981 in Traunstein) ist ein deutscher Schauspieler.
Zwischen 2007 und 2010 besucht er die Schauspielschule Zerboni in München.  Für seine Rolle in Die Garmisch-Cops wurde er 2014 zum Polizeiehrenkommissar ernannt.

## Filmographie (Auswahl)
- 2010: Der Massl-Effekt
- 2010: Die göttliche Sophie – Das Findelkind
- 2011: 24 Milchkühe und kein Mann
- 2011: Mord in bester Gesellschaft: Der Tod der Sünde
- 2011: Mord in bester Familie
- 2012: Pfarrer Braun: Ausgegeigt!
- 2012–2014: Die Garmisch-Cops
- 2016: Dahoam is Dahoam
- 2016: Weißblaue Wintergeschichten
- 2016–2017: Ebersberg
- 2017: SOKO Kitzbühel
- 2017: Ebersberg 2
- 2018: Aktenzeichen XY … ungelöst
- 2020: Zum Glück gibt’s Schreiner
- 2021: Watzmann ermittelt
- 2021, 2025: Lena Lorenz
- 2021: Der Beischläfer (2. Staffel)
- 2021–2022: Die Rosenheim-Cops
- 2015, 2019, 2023: Hubert ohne Staller